# Miho Okasaki
Miho Okasaki (岡咲 美保?, Okasaki Miho; Prefettura di Okayama, 22 novembre 1998) è una doppiatrice e cantante giapponese affiliata a I'm Enterprise.

## Biografia
Da luglio a settembre 2018, ha condotto un programma radiofonico trasmesso sulla stazione JOQR di Tokyo. 
Il 1º luglio 2021, ha fatto il suo debutto da cantante solista sotto l'etichetta King Records, con il suo primo singolo pubblicato intitolato Happiness (ハピネス?). 
Il 3 novembre 2021 ha rilasciato il suo secondo singolo, Petals (ペタルズ?,) che è stato utilizzato come seconda canzone di chiusura dell'anime The Great Jahy Will Not Be Defeated!.
Ha rilasciato il suo primo album Blooming nell' agosto 2022 contente il brano Infinite usato come sigla d' aperta per l'anime Extreme Hearts.

## Doppiaggio (parziale)

### Serie televisive anime
- Teruko in Demon Slayer - Kimetsu no yaiba (2019)
- Maria in Lord El-Melloi ni sei no jikenbo  (2019)
- Memé Rudon in Monster Girl Doctor (2020)
- Mary Hunt in My Next Life as a Villainess: All Routes Lead to Doom! (2021)
- Abel Bluefield bambino in Fena: Pirate Princess (2020)
- Maō in The Great Jahy Will Not Be Defeated! (2021)
- Loux Kristin in Mahōtsukai Reimeiki (2022)
- Saki Kodaka in Extreme Hearts (2022)
- Flowrem in Isekai Farming - Vita contadina in un altro mondo (2023)
- Milly in Toaru Ossan no VRMMO Katsudōki (2023)
- Rosell Kischa in As a Reincarnated Aristocrat, I'll Use My Appraisal Skill to Rise in the World (2024)
- Mero Setō in Yoru no Kurage wa Oyogenai (2024)
- Yuzuha in The New Gate (2024)
- Rimuru Tempest in Mi sono reincarnato in uno slime (2024)

### Videogiochi
- Hanna Sarasa in Magia Record: Puella Magi Madoka Magica Side Story (2019)
- Cooper in Azur Lane (2020)
- Dea della guerra Plitvice in Guardian Tales (2020)
- Klein in Honkai Impact 3rd (2021)